# Alice Haarburger
Alice Haarburger (* 16. November 1891 in Reutlingen; † 26. März 1942 in Riga) war eine deutsche Malerin. Neben Stillleben, Porträts und Interieurs schuf sie vor allem Landschaftsbilder. Ihre Gemälde zeigen Einflüsse des Spätimpressionismus.
Unter der NS-Diktatur als Jüdin verfolgt, wurde sie Ende 1941 in das im Verlauf des Zweiten Weltkriegs von Deutschland besetzte Lettland deportiert und dort drei Monate später im Ghetto Riga von den Nationalsozialisten ermordet.

## Leben

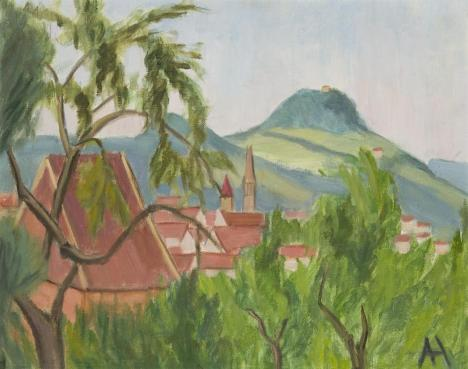
Ansicht von Reutlingen (um 1930)

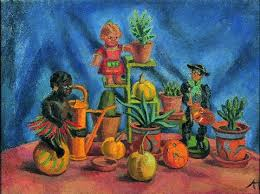
Puppenparadies, um 1930

Alice Haarburger war das älteste Kind des Fabrikanten Friedrich Haarburger, der die Firma Julius Vottelers Nachfolger G.m.b.H. in Reutlingen betrieb, und seiner Ehefrau Fanny, geb. Hess, die eine Urenkelin von Isaak Hess aus Ellwangen war. Die beiden Brüder Karl und Ernst wurden in den Jahren 1893 und 1897 geboren. 1903 zog die Familie aus der Bismarckstraße 4 in Reutlingen nach Stuttgart, wo die Schul- und Ausbildungsangebote besser waren als in Reutlingen. Friedrich Haarburger ließ daher im Jahr 1902 das Haus in der Danneckerstraße 36 errichten, an dessen Toreingang sich seine Initialen erhalten haben.
Alice Haarburger besuchte zunächst in Stuttgart ein Gymnasium und danach Pensionate in Genf, Lausanne und London. Ab 1910 wurde sie an der Privaten Malschule für Damen von Alfred Schmidt in Stuttgart ausgebildet, ab 1917 studierte sie bei Arnold Waldschmidt an der  Kunstakademie Stuttgart. 1920 wechselte sie an die Debschitz-Schule in München.
Alice Haarburger, die ab 1920 dem Württembergischen Malerinnenverein in Stuttgart angehörte, hatte ab 1921 mehrere Ausstellungen. Unter anderem waren drei ihrer Bilder in der großen Jubiläums-Ausstellung des Stuttgarter Kunstvereins im Jahr 1927 zu sehen. Sie wurde 1932 erste Schriftführerin des Württembergischen Malerinnenvereins, musste diese Funktion aber aufgrund ihrer jüdischen Herkunft 1933 zu Beginn der Diktatur des Nationalsozialismus aufgeben: Nach der Gleichschaltung hatte Alice Haarburger nur noch Zugang zu geschlossenen jüdischen Ausstellungen. 1935 und 1937 war sie zusammen mit 14 anderen jüdischen Künstlern an den beiden Ausstellungen der Stuttgarter Kunstgemeinschaft in den Räumen der Stuttgarter Loge beteiligt, die Karl Adler mit „Erlaubnis“ des NS-Regimes initiiert und geleitet hatte.

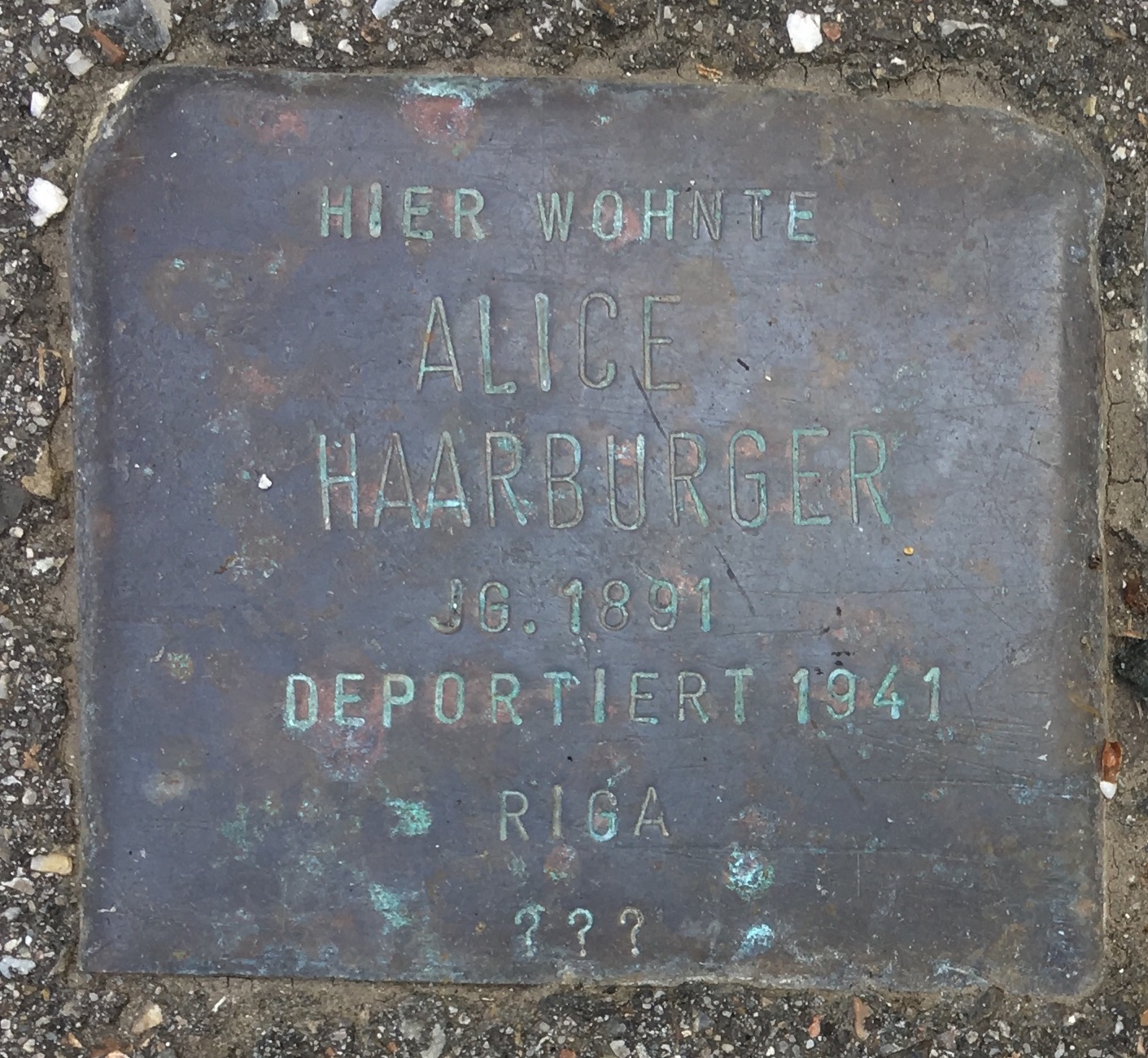
Stolperstein für Alice Haarburger in Stuttgart

1938 musste die Familie das Haus in der Danneckerstraße verkaufen und in die Sandbergerstraße 26 in Stuttgart-Ost umziehen. Alice Haarburger erhielt zwar 1940 ein Visum für die Schweiz, verzichtete jedoch darauf, Deutschland zu verlassen, weil sie ihrer Mutter beistehen wollte und sich wohl wegen der Teilnahme ihrer beiden Brüder am Ersten Weltkrieg sicher fühlte. An ihrem 50. Geburtstag erhielt sie den Einberufungsbefehl der Gestapo zur Deportation und am 1. Dezember 1941 wurde sie im Rahmen der ersten Deportation aus Stuttgart vom Sammellager Killesberg aus ins Ghetto Riga transportiert. Dort wurde sie wenige Monate später im Zuge einer Massenerschießung ermordet.
Vor ihrem Wohnhaus in Stuttgart wurde zu ihrem Gedenken ein Stolperstein verlegt.

## Schicksal der weiteren Familienangehörigen, Nachlass und Rezeption
Alice Haarburgers Mutter musste 1942 Stuttgart verlassen und ins jüdische Altersheim Dellmensingen ziehen, wo sie bald darauf starb. Alice Haarburgers Tante Emma Hess kam ebenfalls zunächst nach Dellmensingen, wurde aber später ins Ghetto Theresienstadt gebracht und dort getötet. Der Onkel Ludwig Hess, der ebenfalls zeitweise in der Sandbergerstraße 26 einquartiert war, hatte das gleiche Schicksal. Fanny Hess, eine Cousine der Mutter, starb in Dellmensingen.
Im Winter 1986/87 stand durch die Erben der Künstlerin ein Großteil der Gemälde-Hinterlassenschaft Alice Haarburgers in einem Stuttgarter Gebrauchtwarenladen zum Verkauf. Der Stuttgarter Kunsthistoriker und ehemalige Rektor der Kunstakademie Wolfgang Kermer wurde darauf aufmerksam und erinnerte mit einem am 26. März 1987 im Amtsblatt der Landeshauptstadt Stuttgart erschienenen Aufsatz erstmals an das Schicksal der Malerin, wodurch eine wahllose Auflösung des Nachlasses verhindert wurde.  „Der Stuttgarter Kunst der Zwischenkriegszeit“, so damals Wolfgang Kermer, „soviel […] lässt sich jetzt schon feststellen, kann ein weiterer Name hinzugefügt werden.“ Werner P. Heyd bemerkte wenig später im Schwarzwälder Boten: „Professor Wolfgang Kermer von der Staatlichen Akademie der bildenden Künste in Stuttgart, der als erster, 45 Jahre nach dem Tode der Künstlerin, in Stuttgart [die] Fakten veröffentlicht hat – 50 Jahre nach der letzten Ausstellung – verdient den Dank aller, daß er diese Arbeit auf sich genommen hat.“ Ly Bernheimer, Hilde Brandt, Meta Breu, Dina Cymbalist, Hermann Fechenbach, Margarethe Garthe, Elli Heimann, Hermann Kahn, Ignaz Kaufmann, Trude Munk, Klara Neuburger, Emilie Ott, Else Samuel und Paula Straus, das sind die zusammen mit Alice Haarburger an den Stuttgarter Ausstellungen 1935 und 1937 teilnehmenden Maler, Bildhauer, auch Kunsthandwerker, „über deren Arbeit damals allein die ‚Gemeinde-Zeitung für die israelitischen Gemeinden in Württemberg‘ berichtete. Eine Zeitung übrigens, die […] ausschließlich von Juden bezogen werden konnte und auch nicht öffentlich verkauft werden durfte“ (Wolfgang Kermer). Allein Dina Cymbalist, Hermann Fechenbach, Margarethe Garthe, Hermann Kahn (der unter dem Namen Aharon Kahana in Israel ein bekannter Maler und Keramiker wurde), Ignaz Kaufmann und Klara Neuburger überlebten nachweislich den Holocaust, weil sie Deutschland verlassen hatten.

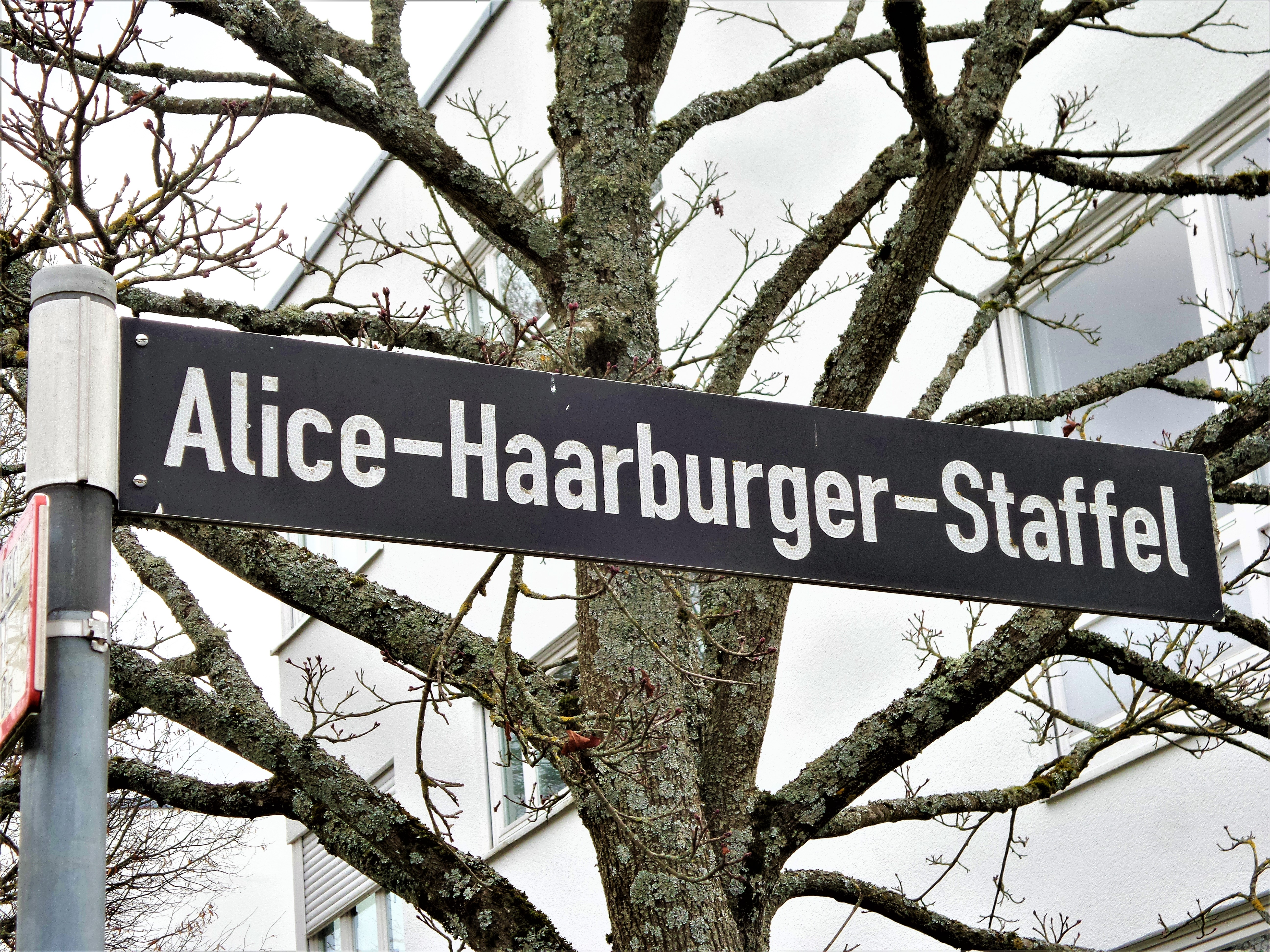
Alice-Haarburger-Staffel in Stuttgart

1987 wurde die Alice-Haarburger-Staffel in Stuttgart nach der Malerin benannt. In Böblingen erinnern der Alice-Haarburger-Weg und der Alice-Haarburger-Hof an ihren Namen. In ihrer Geburtsstadt Reutlingen wurde 2020 die Hauptzugangsstraße eines großen Neubaugebiets im Stadtteil Römerschanze als Alice-Haarburger-Straße gebaut.
Von ihrem Werk sind nach den Feststellungen von Wolfgang Kermer „etwa 150 Ölbilder – Stilleben, Landschaften, Interieurs, Bildnisse“ erhalten geblieben. Neben Bildern in Privatbesitz gibt es – allesamt nach 1987 erworben – Werke Haarburgers in Kunstmuseen in Böblingen und Reutlingen; weitere Gemälde befinden sich im Stuttgarter Stadtarchiv und im alten Atelierhaus des Bundes Bildender Künstlerinnen Württemberg e. V., der aus dem Württembergischen Malerinnenverein hervorgegangen ist. 1992 wurde anlässlich des fünfzigsten Todestages der Malerin eine Gedächtnisausstellung in der Galerie Contact in Böblingen veranstaltet, eine Doppelausstellung mit Werken Hermann Fechenbachs fand im Winter 1991/92 im Wilhelmspalais in Stuttgart statt.
Am 20. November 2016 eröffnete das Städtische Kunstmuseum Spendhaus Reutlingen eine von der Kunsthistorikerin Joana Pape kuratierte Werkübersicht unter dem Titel „après tout – das eigene Gefühl: Alice Haarburger zum 125. Geburtstag“. Neben der Würdigung von Leben und Werk der Malerin enthält die von Joana Pape erarbeitete Begleitpublikation erstmals einen Index, der auf Werke mit unbekanntem Standort verweist. Zu dem Bestand des Spendhauses an Haarburger-Werken kamen bei der Ausstellungseröffnung die Bilder „Winterlandschaft (Rotes Haus im Schnee)“ und „Bildnis einer unbekannten Dame“ hinzu „als Schenkung des Kunsthistorikers Wolfgang Kermer, der in den 1980er-Jahren zum ersten Mal wieder auf die Bedeutung der Künstlerin aufmerksam gemacht hatte“.